# Курган MM
Курган MM (Tumulus MM) — самый выдающийся из более 120 курганов — тумулусов обширного некрополя в окрестностях Гордиона, на правом берегу реки Сангария (ныне Сакарья), на Галатском плато в центральной части Анатолийского плато. Высота 53 м, диаметр основания 300 м, второй по величине тумулус в Малой Азии после кургана Коджа-Мутаф-Тепе в Бинтепе, отождествляемого с могилой Алиатта. Под курганом находится захоронение важного фригийского царя. В погребальную камеру, известную как «Гробница Мидаса», ведёт туннель (дромос) длиной 140 м. Среди находок — инструктированная деревянная мебель, бронзовые сосуды. Основная часть артефактов из усыпальницы находится в Музее анатолийских цивилизаций в Анкаре, некоторая часть в его филиале — Гордионском музее.